# Konstläder

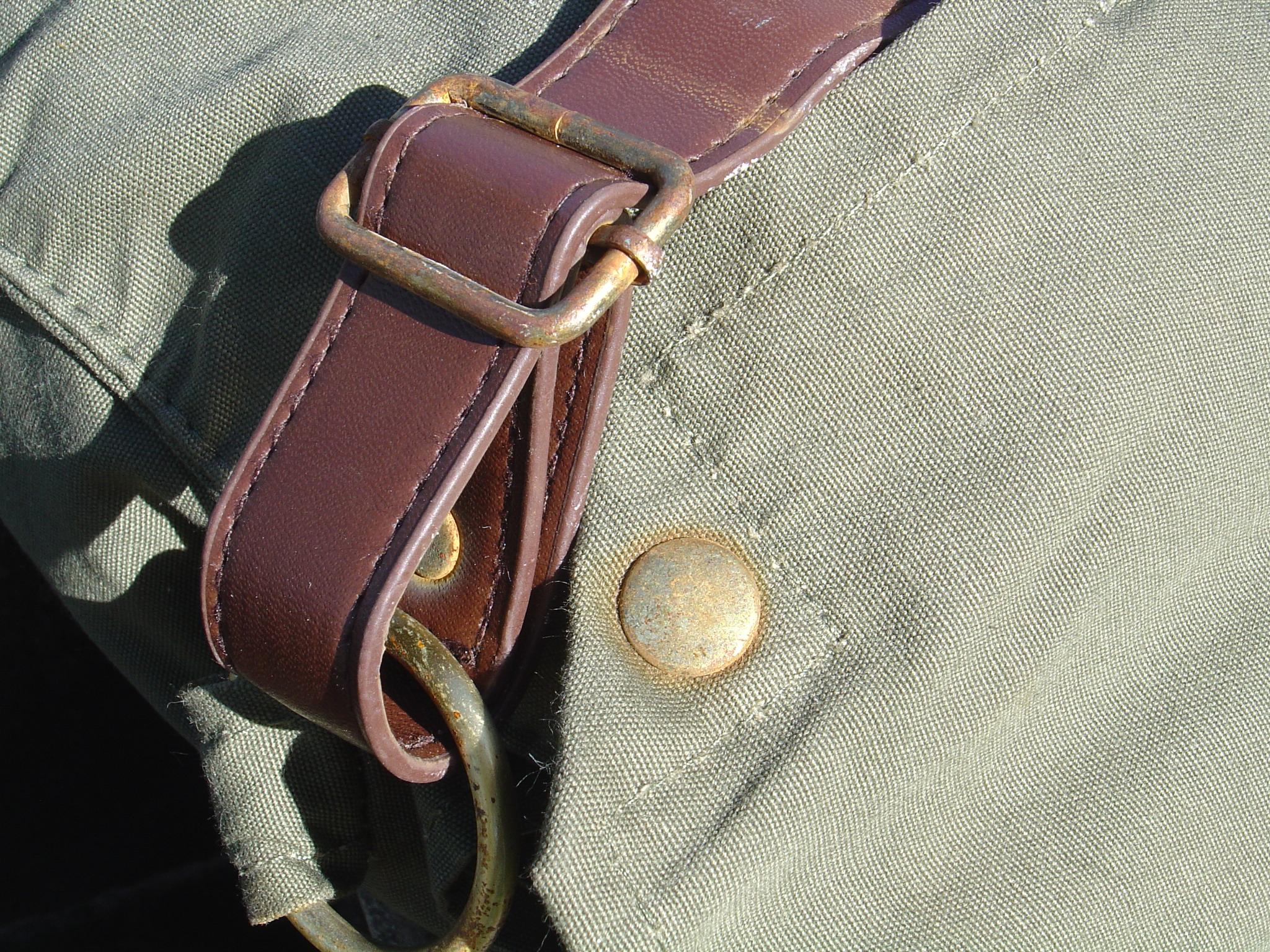
Rem gjord av konstläder.

Konstläder (även läderimitation, fuskläder, fejkläder, skinnimitation, fuskskinn eller fuskmocka) är ett vanligen syntetiskt framställt material som ska likna skinn, läder eller mocka. Ett annat namn för produkten är skai, som även benämns vävplast.

## Användningsområden
Konstläder används i vissa sammanhang i stället för naturligt läder av ekonomiska, praktiska eller ideologiska skäl. Det är vanligen billigare än läder samt ofta enklare att underhålla och att rengöra. Dessutom är det väderbeständigt. Djurrättsförespråkare föredrar konstläder framför naturligt läder eftersom det inte direkt kan kopplas till avlivande av djur. Framställning av konstläder är dock inte helt okontroversiellt eftersom det kan ha negativa miljökonsekvenser.
Konstläder förekommer exempelvis i kläder, möbler, inredningar i fordon och i skor. Det är populärt att använda konstläder snarare än äkta läder vid tillverkning av förkläden, eftersom plaggets syfte bland annat är att så kostnadseffektivt som möjligt skydda underliggande klädsel. Användningen av konstläder som material i skor har ökat de senaste åren (2007).

## Varumärkning
Skor som säljs inom EU ska märkas med vilka material de innehåller. Symbolen för konstläder och andra syntetiska material är en kvadrat som står på sin spets. 

## Historia
Pegamoid var en typ av konstläder som togs fram i slutet av 1800-talet. Det tålde väta och kunde därför användas även för utomhusbruk, till exempel till takbeklädnad på motorfordon. Huvudbeståndsdelarna i pegamoid var nitrocellulosa, kamfer och alkohol.
Pegamoid, som lär ha uppfunnits i London, förekommer även under namnen Dermatoid, Glorid, Granitol, och Pluviusin. På norska används granitol om ett vattentätt tyg för bokband, som används i bibliotek, alltså det som på svenska kallas biblioteksband eller pansarinbindning. Granitol är sedan 1910 namnet på en 1895 grundad väverifabrik, numera en plasttillverkare, i Moravský Beroun i Mähren (nuvarande östra Tjeckien).

## Liknande material
En mellanform mellan naturligt läder och konstläder är silikonläder som består av finrivet läderavfall som blandas med en silikonlösning (förr en gummilösning) till en massa som sedan valsas ut till skivor.